# وينفريد هولت
وينفريد هولت (بالإنجليزية: Winifred Holt)‏ هي نحّاتة أمريكية، ولدت في 17 نوفمبر 1870 في نيويورك في الولايات المتحدة، وتوفيت في 14 يونيو 1945 في بيتسفيلد في الولايات المتحدة.

## معرض صور

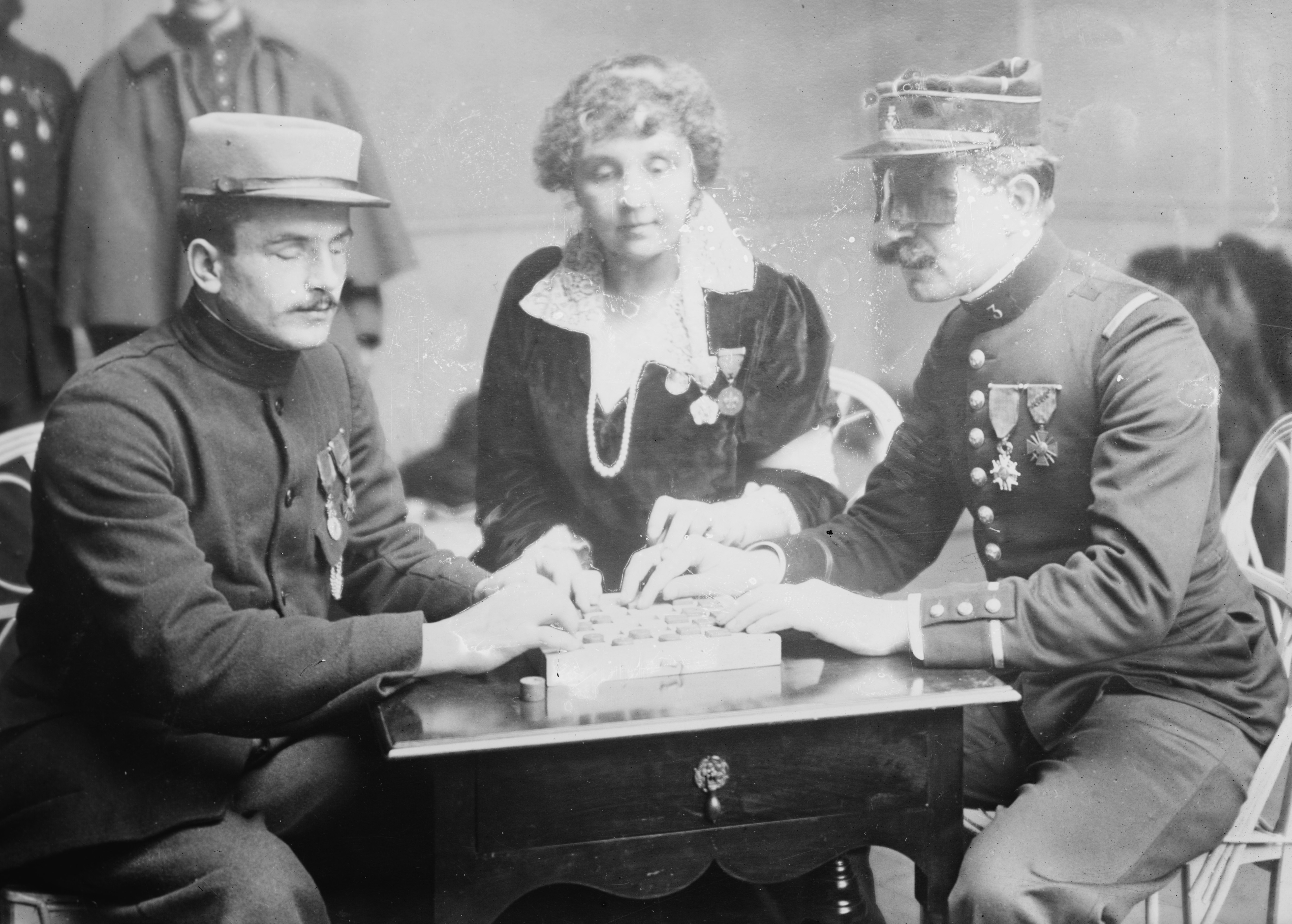
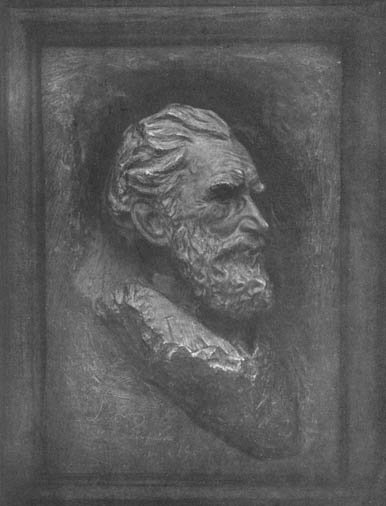
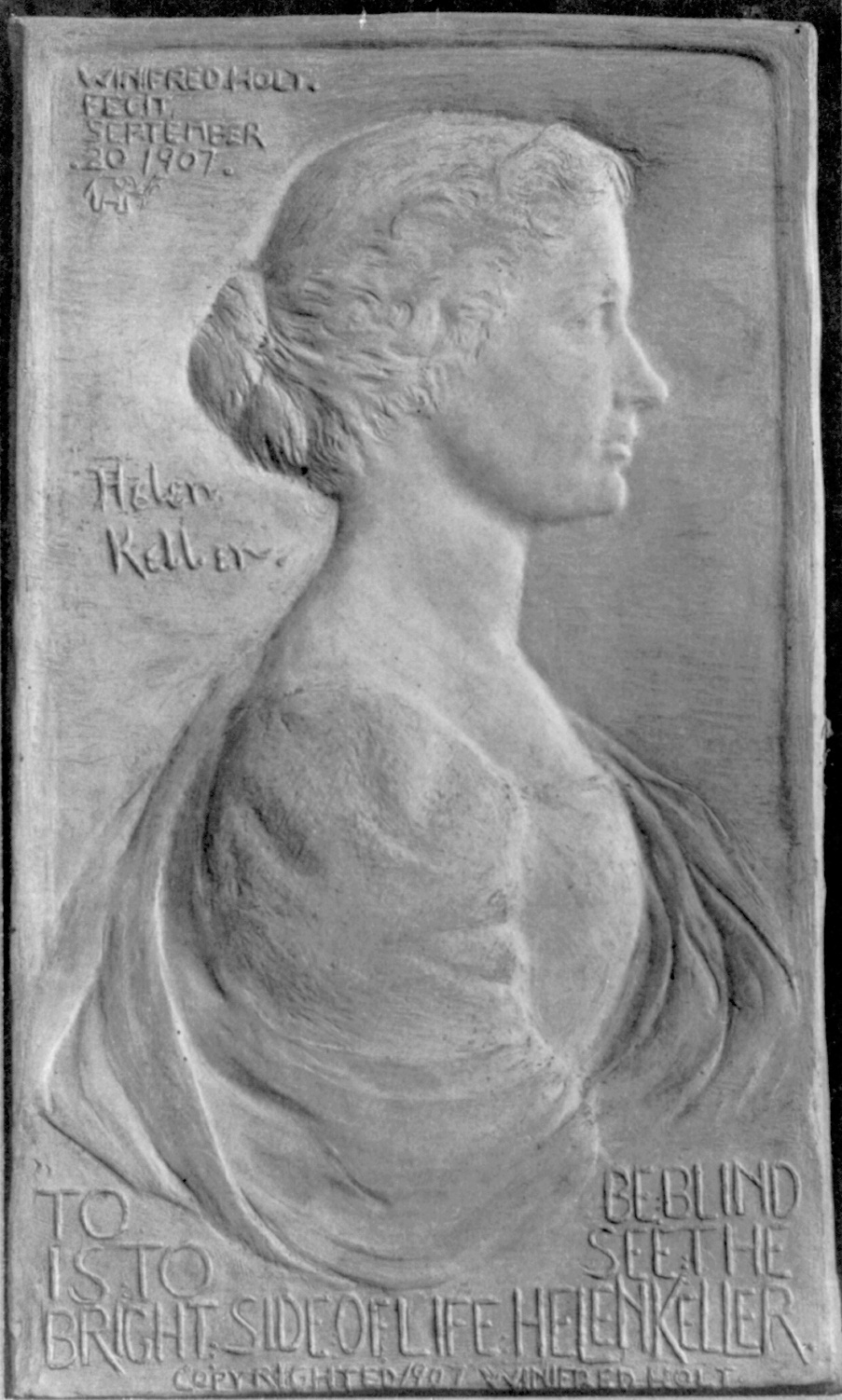

## وصلات خارجية
- وينفريد هولت على موقع الموسوعة البريطانية (الإنجليزية)